# فیرکیرشن (زاکسونی)
فیرکیرشن (به آلمانی: Vierkirchen) یک شهر در آلمان است که در گورلیتس واقع شده‌است. فیرکیرشن ۱٬۹۵۸ نفر جمعیت دارد.